# ダーフオアイ県
ダーフオアイ県（ダーフオアイけん、ベトナム語：Huyện Đạ Huoai?）は、ベトナム社会主義共和国ラムドン省の県。面積は494.4 km²、人口は33,450人（2009年）である。

## 行政区画
2市鎮7社から構成される。